# Historia
Historia je zbirka znanstvenih besedil, ki jih izdaja Oddelek za zgodovino Filozofske fakultete v Ljubljani. Natisnjena besedila so delo sodelavcev oddelka in avtorjev, ki so sodelovali pri projektih Oddelka za zgodovino. Del besedil je v pdf obliki dostopen na portalu Sistory.
1. Avstrija, Jugoslavija, Slovenija. Slovenska narodna identiteta skozi čas / ur. Dušan Nečak. – 1997
2. Mojega življenja pot : spomini dr. Vladimirja Ravniharja / ur. Janez Cvirn. – 1997
3. Janez Peršič: Židje in kreditno poslovanje v srednjeveškem Piranu. – 1999
4. Mikužev zbornik / ur. Dušan Nećak, Zdenko Čepič, Miroslav Stiplovšek. – 1999
5. Slovenci v Evropi / ur. Peter Vodopivec. – 2002
6. Dragan Matić: Nemci v Ljubljani : 1861-1918.  – 2002
7. Borders in Southeastern Europe  : culture and politics between the 18th and 21st  century = Meje v jugovzhodni Evropi : kultura in politika od 18. do 21. stoletja / ur. Dušan Nečak. – 2004
8. Slovensko-avstrijski odnosi v 20. stoletju  / ur. Dušan Nećak… (et al.) – 2004
9. Rok Stergar: Slovenci in vojska, 1867-1914.  – 2004
10. Stiplovškov zbornik / ur. Dušan Nećak. – 2005
11. Janez Mlinar: Podoba Celjskih grofov v narativnih virih. – 2005
12. Tone Ferenc: Okupacijski sistemi med drugo svetovno vojno. 1, Razkosanje in aneksionizem / ur. Mitja Ferenc. – 2006
13. Tone Ferenc: Okupacijski sistemi med drugo svetovno vojno. 2, Raznarodovanje / ur. Mitja Ferenc. – 2010
14. Tone Ferenc: Okupacijski sistemi med drugo svetovno vojno. 3,  Nasilje in izkoriščanje gmotnih sil za potrebe okupatorskih držav / ur. Mitja Ferenc. – 2009
15. Jugoslavija v času : devetdeset let od nastanka prve jugoslovanske države / ur. Bojan Balkovec. – 2009
16. Mitja Ferenc, Gojko Zupan: Izgubljene kočevske vasi : nekoč so z nami živeli kočevski Nemci. Del 1: A-J. – 2011
17. Mitja Ferenc, Gojko Zupan: Izgubljene kočevske vasi : nekoč so z nami živeli kočevski Nemci. Del 2: K-P. – 2012
18. Mitja Ferenc, Gojko Zupan: Izgubljene kočevske vasi : nekoč so z nami živeli kočevski Nemci. Del 3: R-Ž – 2013
19. Trojarjev zbornik / ur. Danijela Trškan. – 2011
20. Osamosvojitev 1991 : država in demokracija na Slovenskem v zgodovinskih razsežnostih / ur. Mitja Ferenc, Jurij Hadalin, Blaž Babič. – 2011
21. Tone Ferenc: Okupacijski sistemi med drugo svetovno vojno. 4, Odporništvo / ur. Mitja Ferenc. – 2011
22. Tone Ferenc: Osvoboditev Slovenije in oblikovanje slovenske države leta 1945. (Izbrana dela, 5). – 2012
23. Mitja Ferenc: Prekopi žrtev iz prikritih grobišč (1991-2011). – 2012
24. Mitja Ferenc: Huda jama (grave pit) : coal mine mass massacre (may, june 1945). – 2013
25. Nečakov zbornik / ur. Kornelija Ajlec, Bojan Balkovec, Božo Repe. . – 2018
26. Mitja Ferenc, Gojko Zupan: Lost Gottschee villages in Slovenia : the Gotschee Germans used to live among us. – 2018
27. Mitja Ferenc, Gojko Zupan: Lost Gottschee villages in Slovenia : the Gotschee Germans used to live among us. – 2019
28. Mitja Ferenc, Gojko Zupan: Lost Gottschee villages in Slovenia : the Gotschee Germans used to live among us. – 2020
29. Pota k zgodovinskemu spoznanju našega časa = Wege zum historischen Erkennen unserer Zeit / ur. Sašo Jerše, Filip Draženović. – 2020
30. The Tito-Stalin Split 70 years After / ur. Tvrtko Jakovina, Martin Previšić. – 2020
31. Okupacijske meje v Sloveniji 1941—1945 / ur. Božo Repe. – 2020
32. Peter Mikša, Matija Zorn: Življenje ob meji : Rogaška Slatina in Obsotelje kot jugovzhodna meja nemškega rajha (1941-1945). – 2020
33. Vinceremo, videt čemo : okupacijske meje v Beli krajini 1941-1945 / ur. Bojan Balkovec. – 2020
34. Kornelija Ajlec, Božo Repe: Razkosana Slovenija : okupacijske meje med drugo svetovno vojno. – 2021
35. Maja Vehar in Peter Mikša: Obmejni trikotnik : okupacijske meje med Idrijo, Žirmi in Polhograjskimi Dolomiti, 1941-1945. – 2021
36. En krompir, tri države : okupacijske meje na Dolenjskem 1941-1945 / ur, Bojan Balkovec. – 2021
37. Darja Kerec: Hlev je bil pod Nemci, hiša pod Madžari : okupacijske meje v Prekmurju 1941-1945. – 2021
38. Occupation Borders in Slovenia 1941–1945, Božo Repe ed. – 2022
39. Kornelija Ajlec, Božo Repe: Dismembered Slovenia. – 2023
40. Ana Cergol Paradiž: »Bela kuga«: ilegalni abortusi in zmanjševanje rodnosti na Slovenskem v obdobju med obema vojnama. – 2023. (COBISS), (COBISS)
41. Petrič Matej: Velut pisciculi duo : Rufin in njegova Cerkvena zgodovina - 2025. (COBISS), (COBISS)
42. Dušan Plut: Ekosistemska družbena ureditev. Zv. 1, Podstati in gradniki ekosistemske družbene ureditve. – 2022. (COBISS), (COBISS)
43. Dušan Plut:Ekosistemska družbena ureditev. Zv. 2, Slovenija in Evropa. – 2023. (COBISS), (COBISS)
44. Božo Repe:"Vsakdo mora imeti priliko, da udejstvi vse svoje telesne in duševne moči." : Milko Brezigar in prvi slovenski program narodnega gospodarstva. – 2023. (COBISS), (COBISS)